# サン＝グラシアン
サン＝グラシアン （Saint-Gratien）（フランス語発音:[sɛ̃ɡʁa.sjɛ̃]）は、フランス、イル＝ド＝フランス地域圏、ヴァル＝ドワーズ県のコミューン。

## 地理
サン＝グラシアンはモンモランシー谷の入り口にあり、パリの北方約10kmにある。経済活動の活発な地域に近く、まちは住宅街の趣が残る。

## 交通
- 鉄道 - RER C線サン＝グラシアン駅
- 道路 - A15

## 歴史

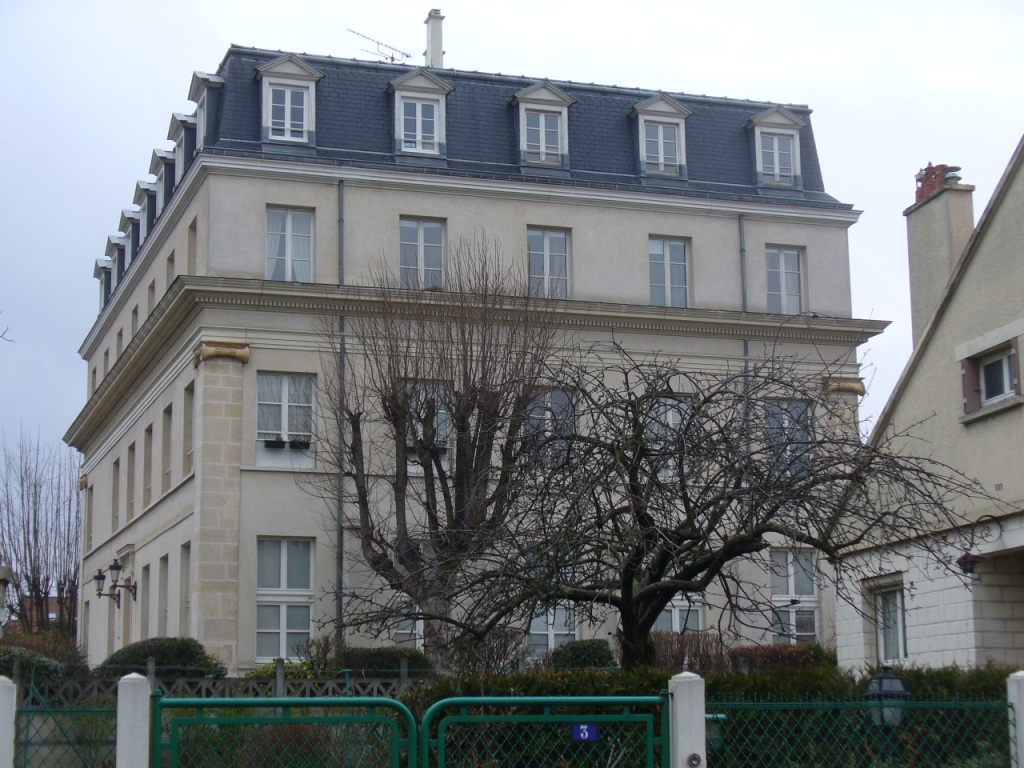
マティルド・ボナパルトのシャトー

サン＝グラシアンの名は、4世紀に殉教したヒツジ飼いの少年で、628年にダゴベルト1世によって列聖された聖グラシアンにちなむ。サン＝ドニ修道院の修道士たちが聖グラシアンを記念して礼拝堂を建てた。聖グラシアンの聖遺物はまちの教会の祭壇下に収められている。
17世紀、ニコラ・カティナは母親からサン＝グラシアンの土地を相続した。陰謀の結果不遇を囲ったカティナは1701年、祖父が1610年に建てたサン＝グラシアンの城に隠棲した。彼の元をボシュエ、フェヌロン、ヴォーバン、セヴィニエ夫人、クーランジュ夫人、ラ・ロシュフコーらが訪れた。カティナは、果樹の栽培、現在のアンギャン湖まで伸びていた自分の領地の管理に時間を費やした。1712年2月12日にカティナはサン＝グラシアンで亡くなり、村の礼拝堂に埋葬された。1994年7月、コミューンはカティナを記念して彼の紋章をコミューンの紋章に採用した。
18世紀の終わり、サン＝グラシアンはパリ住民の好むリゾート地となり、別荘が建てられた。現在もそれらの一部が見られる。1806年、リュセイ伯爵がサン＝グラシアンを手に入れ、シャトーを建てた。1832年、作家で旅行家のアストルフ・ド・キュスティーヌ侯爵もサン＝グラシアンにシャトーを建てた。1860年にキュスティーヌの遺産相続人がシャトーを相続するが、このシャトーをバルザック、ユーゴー、ショパン、ドラクロワ、20年にわたって侯爵の母と親しく付き合っていたシャトーブリアン、ミュッセ、ジュール・バルベー・ドールヴィイ、ジョルジュ・サンド、ラマルティーヌらが訪れた。
マティルド・ボナパルトは、最初カティナ城にてキュスティーヌ侯爵の客として夏を過ごした。その後彼女は1853年にリュセイ伯爵の建てたシャトーを購入した。彼女もフランス第二帝政時代の芸術家たち、メリメ、ゴーティエ、ゴンクール兄弟、フローベール、アレクサンドル・デュマ・ペールらをシャトーに迎えた。マティルド・ボナパルトは、サン＝グラシアンの学校建設、街灯の設置、現在もある教会建設などに財政援助を行っていた。1904年、パリでマティルドは死去するが、彼女の遺志によってサン＝グラシアンの教会に埋葬された。
20世紀のサン＝グラシアンは、パリ郊外の都市として人口が急激に増加し、旧市街が刷新された。

## 人口統計
| 1962年 | 1968年 | 1975年 | 1982年 | 1990年 | 1999年 | 2007年 |
| ------ | ------ | ------ | ------ | ------ | ------ | ------ |
| 9 248  | 14 947 | 20 338 | 20 470 | 19 338 | 19 226 | 20 588 |

source=Cassini et INSEE